# Regering van lopende zaken
Een regering van lopende zaken is in België een regering die geen volheid van bevoegdheid meer heeft. Een regering gaat in lopende zaken als het parlement wordt ontbonden of wanneer de regering ontslag neemt.
De bevoegdheden van een regering van lopende zaken zijn beperkt tot het nemen van louter administratieve beslissingen en het regelen van dringende zaken of routineaangelegenheden. 
Wanneer de Koning het ontslag van de regering aanvaardt, belast hij die regering met 'het afhandelen van lopende zaken'.
Wanneer een parlement aan het eind van zijn legislatuur is gekomen, zal tussen het ontslag van de regering en de benoeming van een nieuwe regering de oude regering aan de macht blijven.
Het begrip 'lopende zaken' is een grondwettelijke gewoonte en werd nergens vastgelegd. Lopende zaken verwijst naar de bevoegdheid die de regering als uitvoerende macht kan blijven uitoefenen in een toestand waar geen volwaardige parlementaire controle mogelijk is. Dit komt voor in volgende situaties:
- tussen de ontbinding van de Kamers en de daarop volgende verkiezingen;
- op het moment dat de Kamer haar controle niet volledig kan uitoefenen (de kamer kan geen motie van wantrouwen indienen bij een regering die al ontslagnemend is).

Op dat moment moet de uitvoerende macht beperkt worden, maar wat kan een regering in lopende zaken nog doen? 
- daden van dagelijks bestuur stellen (bijvoorbeeld ambtenaren uitbetalen);
- beslissen in dringende zaken die niet uitgesteld kunnen worden zonder grote schade.

Het nieuw verkozen parlement kan wel macht uitoefenen op de regering van lopende zaken of instemmen met de regeringsvoorstellen die de lopende zaken overstijgen.

## Voorlopige twaalfden
Voorlopige twaalfden laten de regering toe om zonder goedgekeurde begroting toch nog uitgaven te doen. Elke maand mag de overheid dan een twaalfde uitgeven van wat ze het jaar voordien heeft uitgegeven.